# 8777 Torquata
A 8777 Torquata (ideiglenes jelöléssel 5016 T-3) a Naprendszer kisbolygóövében található aszteroida. Cornelis Johannes van Houten, Ingrid van Houten-Groeneveld és Tom Gehrels fedezte fel 1977. október 16-án.